# The Towerlight
The Towerlight — независимая студенческая онлайн-газета, издаваемая студентами Таусонского университета, Балтимор. С 1922 года регулярно выпускает информацию о событиях и новостях кампуса.
Летом 2008 года была основана организация Baltimore Student Media (BSM), целью которой является поддержка студентов-журналистов, фотографов, видеографов и графических дизайнеров. В том же году Университет Таусона передал права на газету The Towerlight организации BSM.

## История
Согласно первому выпуску газеты, называвшейся тогда The Oriole, первые тиражи газет не имели названий и были опубликованы в 1921 году с целью рекламы школы и увеличения набора студентов. В 1921 году было выпущено только два номера, а первое ежемесячное издание было создано в январе 1922 года.
Также в первом выпуске газеты тогдашний директор Таусонского университета Лида Ли Толл написала, что целью газеты было:
- Дать студентам платформу для того, чтобы рассказать о своей жизни и идеалах всем заинтересованным студентам штата.
- Дать школе возможность оставить свой след в образовании.
- Дать штату возможность узнать, что делает и к чему стремится одна из его нормальных школ.
- Послать сообщение в школы других штатов.

Первоначальное название (The Oriole) было коллективно выбрано студентами университета на общем голосовании. Автором названия была Эллен Хатчинсон, одна из студенток училища.
В марте 2020 года The Towerlight прекратил еженедельную печатную публикацию, полностью перейдя в онлайн. Последними специальными выпусками стали издания "Spring 2020", "Summer 2020", "Fall 2020", "Spring 2021" и "Fall 2021".

## Награды
Общество профессиональных журналистов назвало The Towerlight газетой № 1 в своем регионе и № 2 в стране в категории «Лучшая универсальная неежедневная студенческая газета» на своей ежегодной конференции в Хьюстоне в 2002 году.

## Известные выпускники
- Брайан Стелтер — старший медиакорреспондент CNN и ведущий программы Reliable Sources, бывший репортер The New York Times; был главным редактором The Towerlight с 2005 по 2007 год.
- Пол МакМуллен — редактор The Catholic Review и репортер The Baltimore Sun.
- Роберт Ричард Хиеронимус — художник, автор и радиоведущий; обозреватель The Towerlight в начале 1960-х годов.
- Джек Л. Чейклер — выпускник 1966 года, автор почти 50 романов, был театральным критиком The Towerlight.